# Klaus Schmidt
Klaus Schmidt (Feuchtwangen, 11 de diciembre de 1953 ‑ Ückeritz, 20 de julio de 2014) fue un arqueólogo y prehistoriador alemán que dirigió las excavaciones en Göbekli Tepe entre 1994 y 2014.

## Biografía
Klaus Schmidt estudió prehistoria y protohistoria, así como arqueología clásica y geología en las universidades de Erlangen y Heidelberg. Completó su doctorado en 1983 en la Universidad de Heidelberg bajo la dirección de Harald Hauptmann. Recibió una beca del Instituto Arqueológico Alemán de 1984 a 1986. De 1986 a 1995 recibió una beca de investigación de la Sociedad Alemana de Investigación y trabajó en el Instituto de Prehistoria y Protohistoria de la Universidad de Heidelberg, colaborando en varios proyectos con el Instituto Arqueológico Alemán y la Universidad de Heidelberg.
Entre 1994 y 2014 Schmidt, apoyado por Instituto Arqueológico Alemán, lideró las excavaciones en Göbekli Tepe, en el sudeste de Turquía. En 1995 compró una casa en la cercana Sanliurfa, que se convirtió en su base de operaciones. Las excavaciones descubrieron un complejo megalítico que datada del neolítico (9000-7500 a. C.). En el año 2000 Schmidt propuso que la función del complejo de Göbekli Tepe habría sido la de centro religioso, lo que implicaría que los restos excavados podrían ser del templo más antiguo de la historia. Su equipo de arqueólogos solía excavar el sitio de Göbekli Tepe durante dos meses en la primavera y dos meses en el otoño. En una entrevista de 2011, Schmidt estimó que solo aproximadamente el cinco por ciento del sitio había sido excavado.

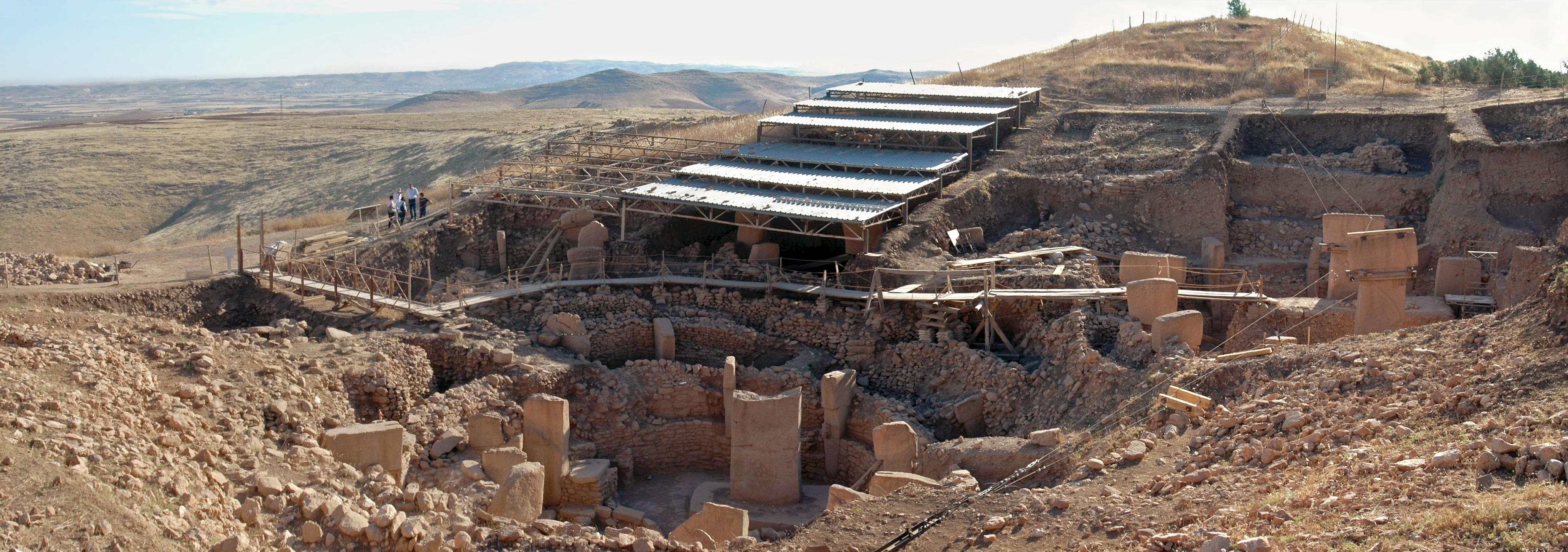
Excavación arqueológica de Göbekli Tepe (2010).

Recibió su habilitación en 1999 en la Universidad de Erlangen y en 2000 se convirtió en privatdozent en Prehistoria y Protohistoria en el Instituto de Prehistoria y Protohistoria de la Universidad de Erlangen. En 2007, se convirtió en profesor adjunto de la Universidad de Erlangen.
Desde 2001 se convirtió en el referente en arqueología prehistórica de la división oriental del Instituto Arqueológico Alemán, y a partir de 2007 fue miembro correspondiente del Instituto.
Klaus Schmidt estaba casado con la arqueóloga turca Çiğdem Köksal Schmidt. Murió de un ataque al corazón mientras nadaba en Alemania el 20 de julio de 2014. El profesor Ricardo Eichmann, del Instituto Arqueológico Alemán, asumió la dirección de las excavaciones en Göbekli Tepe.

## Publicaciones
- K. Schmidt: Frühneolithische Tempel. Ein Forschungsbericht zum präkeramischen Neolithikum Obermesopotamiens. En: Mitteilungen der deutschen Orient-Gesellschaft 130, Berlín 1998, 17–49, ISSN 0342-118X
- K. Schmidt: Zuerst kam der Tempel, dann die Stadt. Vorläufiger Bericht zu den Grabungen am Göbekli Tepe und am Gürcütepe 1995–1999. Istanbuler Mitteilungen 50 (2000): 5–41.
- K. Schmidt, 2000a = Göbekli Tepe and the rock art of the Near East, TÜBA-AR 3 (2000): 1–14.
- K. Schmidt, 2000b = Göbekli Tepe, Southeastern Turkey. A preliminary Report on the 1995–1999 Excavations. En: Paléorient CNRS Ed., París 2000: 26.1, 45–54, ISSN 0153-9345: http://www.persee.fr/web/revues/home/prescript/article/paleo_0153-9345_2000_num_26_1_4697
- K. Schmidt: Sie bauten die ersten Tempel. Das rätselhafte Heiligtum der Steinzeitjäger. Verlag C.H. Beck, München 2006, ISBN 3-406-53500-3.
- K. Schmidt, Göbekli Tepe. Eine Beschreibung der wichtigsten Befunde erstellt nach den Arbeiten der Grabungsteams der Jahre 1995–2007, K. Schmidt (ed.), Erste Tempel—Frühe Siedlungen. 12000 Jahre Kunst und Kultur, Ausgrabungen und Forschungen zwischen Donau und Euphrat, (Oldenburg 2009): 187–233.
- K. Schmidt, Göbekli Tepe—the Stone Age Sanctuaries: New results of ongoing excavations with a special focus on sculptures and high reliefs, Documenta Praehistorica XXXVII (2010), 239–256: https://web.archive.org/web/20120131114925/http://arheologija.ff.uni-lj.si/documenta/authors37/37_21.pdf
- J. Peters & K. Schmidt: Animals in the symbolic world of Pre-Pottery Neolithic Göbekli Tepe, south-eastern Turkey: a preliminary assessment. Anthropozoologica 39.1 (2004), 179–218: https://web.archive.org/web/20110612061638/http://www.mnhn.fr/museum/front/medias/publication/10613_Peters.pdf.